# 拉馬德里將軍縣

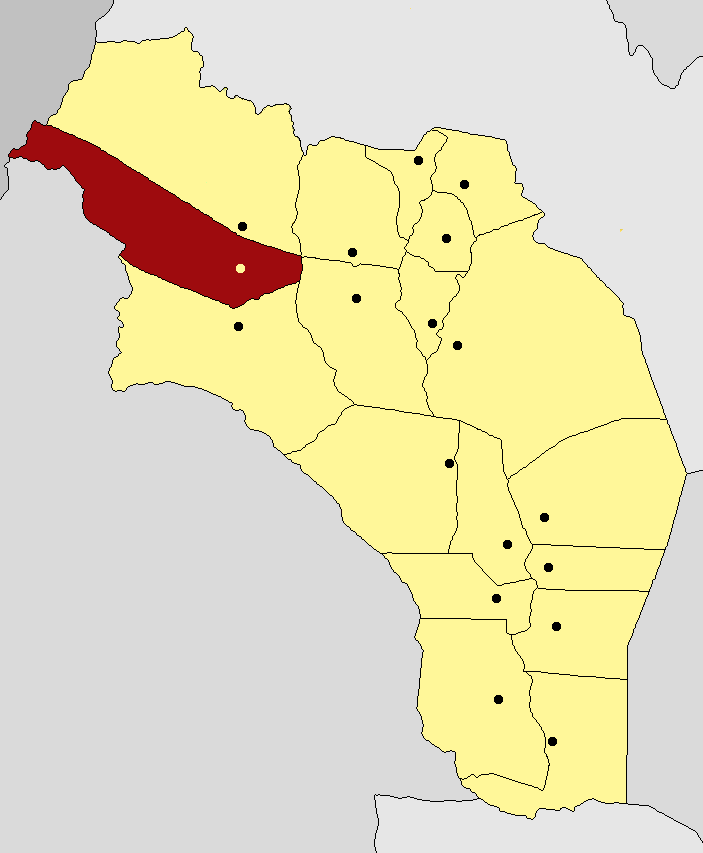

29°0′39″S 68°13′35″W / 29.01083°S 68.22639°W
拉馬德里將軍縣（西班牙語：Departamento General Lamadrid），是阿根廷的縣份，位於該國西北部拉里奧哈省，首府設於卡斯特利鎮，面積6,179平方公里，2010年人口1,734，人口密度每平方公里0.28人。